# فارس الخوري
فارس الخوري (1877-1962)، عالم وزعيم وطني سوري، كان أحد الآباء المؤسسين للجمهورية السورية ومن قادة الكتلة الوطنية التي حاربت الانتداب الفرنسي. تسلّم رئاسة البرلمان السوري ثم رئاسة الوزراء في الثلاثينيات والأربعينيات، ليعود رئيساً للحكومة في عهد الاستقلال سنة 1954. وهو مؤسس وزارة المالية السورية وأحد مؤسسي كلية الحقوق في جامعة دمشق ومؤسس نقابة المحامين في سوريا وأحد أبرز مُشرعي الدستور السوري، إضافة لكونه أحد مؤسسي منظمة الأمم المتحدة عام 1945. وهو عضو سابق في مجلس المبعوثان العثماني ونائب عن مدينة دمشق في البرلمان السوري من عام 1936 وحتى 1947. 

## البداية
ولِد فارس الخوري في قرية الكفير على سفح جبل حرمون، ودَرس في مدارسها ثمّ في المدرسة الأميركية في صيدا، حيث تخرّج سنة 1890. اعتنق جده لأبيه المذهب البروتستانتي ديناً، بدلاً من الأرثوذوكسية المسيحية، وسار فارس الخوري على خطاه طوال حياته. أما جده لأمه بطرس عقيل الفاخوري، فقد قُتل في فتنة جبل لبنان التي امتدت نيرانها إلى قرى البقاع ومدينة دمشق سنة 1860.
بعد تخرجه من مدرسة صيدا، عَمل فارس الخوري مُدرّساً في مجدل شمس وثم في البترون قبل أن يلتحق بالجامعة الأميركية في بيروت، حيث تخصص بعِلم الرياضيات. طَلب منه مؤسس الجامعة، الراهب الأمريكي دانيال بلس، التدريس فيها لمدة عامين بعد تخرجه، وفي 1899 توجه فارس الخوري إلى دمشق ليعمل مديراً لمدرسة الآسية التابعة لبطريركية أنطاكية وسائر المشرق للروم الأرثوذكس، ومُدرّساً في ثانوية مكتب عنبر، إضافة لعمله مُترجماً في القنصلية البريطانية.

## العمل في الحقوق
وفي عام 1908، قرر فارس الخوري أن يَدرس الحقوق بشكل شخصي ومُعمّق، عبر قراءة كتب القانون ومعاشرة كبار القضاة والمحامين، دون الانتساب إلى أي جامعة أو معهد. وقد برع في هذا المجال وفتح مكتباً للمحاماة مع المحامي أمين زيدان، شقيق الأديب جرجي زيدان. استطاع فارس الخوري أن يُصبح مرجعاً عالمياً في القانون الدولي، ليكون من الآباء المؤسسين لكلية الحقوق في جامعة دمشق، التي ظلّ يُدرّس فيها من عام 1919 وحتى 1940. وقد أصبح عميداً لتلك الكلية، يُوقع الشهادات الصادرة عنها مع أنه لا يحمل شهادة في القانون، ومُددت فترة خدمته في جامعة دمشق، بناء على إلحاح الطلاب، علماً أنه كان قد بلغ سن التقاعد منذ عام 1936.

## العمل السياسي أيام العثمانيين
انتُخب فارس الخوري عضواً في بلدية دمشق سنة 1910 وبعدها بأربع سنوات، رشَّح نفسه لمجلس المبعوثان في إسطنبول، بالرَّغم من قلّة معرفته باللَّغة التركية وانعدام الود بينه وبين جمعية الاتحاد والترقي الحاكمة يومها. فاز بالمقعد المسيحي ممثلاً عن دمشق، ودخل السلطة التشريعية العثمانية مع عدد من الأعيان العرب، مثل محمد فوزي باشا العظم وعبد الرحمن باشا اليوسف. وفي عام 1915، أصبح عضواً في لجنة الموازنة العامة في مجلس المبعوثان، ولكنه اصطدم مع جمال باشا، الحاكم العسكري لولاية سوريا خلال الحرب العالمية الأولى، بسبب نزعته العروبية وأفكاره التحررية. وكان مقرَّباً من الجمعية العربية الفتاة، التي أُنشئَت في باريس للنهوض بالأمة العربية، ومناصراً للثورة العربية الكبرى التي انطلقت من الحجاز عام 1916، بقيادة أمير مكة المكرمة الشريف حسين بن علي. استجوبه جمال باشا وسجنه مع قادة جمعية الفتاة، كان من بينهم شكري باشا الأيوبي والطبيب أحمد قدري وشكري القوتلي.
وضع بعدها قيد الإقامة الجبرية في اسطنبول، ليعود إلى دمشق قبل أيام قليلة من سقوط الحكم العثماني مع نهايات الحرب العالمية الأولى سنة 1918.
اختير فارس الخوري ليكون ضمن مجلس حكم انتقالي شُكِّل بدمشق عشية انسحاب الجيش العثماني يوم 26 أيلول 1918، بقيادة الأمير محمد سعيد الجزائري، حفيد المجاهد الأمير عبد القادر الجزائري. حافظ هذا المجلس المصغر على سلامة المدينة في الفترة الفاصلة بين خروج العثمانيين ودخول قوات الشريف حسين بن علي يوم 1 تشرين الأول 1918، وقام أعضائه برفع علم الثورة العربية فوق سماء دمشق، معلنين تحريرها بالكامل من الحكم العثماني. وقد خطب فارس الخوري بالجماهير من على شرفة دار الحكومة، نيابة عن الأمير محمد سعيد الجزائري، معلناً تحرير البلاد من الحكم العثماني. ولكن هذه الحكومة المؤقتة لم تستمر إلا أيام معدودة فقط وتم حلّها فور دخول جيوش الحلفاء إلى العاصمة السورية، بحجة أن الرئيس الأمير الجزائري لم يكن مخوّلاً بحكم المدينة ولا مُكلّفاً من الشريف حسين بن علي أو أي من مستشاريه البريطانيين والعرب.  
بايع فارس الخوري الأمير فيصل بن الحسين حاكماً عربياً على سوريا وشارك في حفل تتويجه ملكاً على البلاد يوم 8 أذار 1920. وفي اليوم التالي، سُمّي وزيراً للمالية في حكومة الفريق علي رضا باشا الركابي وعضواً في مجلس الشورى. وقد كلّفه الملك فيصل بتعريب مناهج كلية الحقوق، بعد تعينه أستاذاً في هيئتها التدريسية، وبتأسيس مجمع اللغة العربية بدمشق مع محمد كرد علي عام 1919.  نجح فارس الخوري بوضع موازنة كاملة للدولة السورية الوليدة الخارجة من الحرب، ومعها نظام ضريبي حديث، كما وضع الدينار السوري الذهبي الذي لم يتم تداوله بسبب سقوط العهد الفيصلي على يد الجيش الفرنسي إثر معركة ميسلون يوم 24 تموز 1920. وكان قد اجتمع مع زميله في الحكومة، وزير الحربية يوسف العظمة قبل معركة ميسلون وقال له:.
| فارس الخوري | هذه مغامرة (في إشارة إلى الحرب المباشرة مع فرنسا) قد تصيب وقد تفشل، واحتمالات فشلها أكثر بكثير من احتمالات صوابها، فهل يجوز لنا أن نعرض سلامة البلاد للخطر في عملية يائسة من هذا النوع؟ | فارس الخوري |

بعد هزيمة الجيش السوري في ميسلون واستشهاد يوسف العظمة، خُلع الملك فيصل الأول عن عرش الشام وفرض الإنتداب الفرنسي بالقوة على سوريا ولبنان، تنفيذاً لما جاء في اتفاقية سايكس بيكو، الموقعة خلال الحرب العالمية الأولى بين الحكومة البريطانية ونظيرتها الفرنسية. وكان آخر قرار لفيصل الأول قبل مغادرته دمشق تشكيل حكومة جديدة برئاسة علاء الدين الدروبي، سمّي فيها فارس الخوري مجدداً وزيراً للمالية.
دخل المندوب السامي الفرنسي هنري غورو مدينة دمشق محتلاً بعد خروج فيصل بحوالي الأسبوعين، وأقام حفل تعارف للمسؤولين السوريين، حضره الخوري ورفاقه في الحكومة. أقيم الحفل في قصر الملك الأسبق المُطل على العاصمة السورية من منطقة المهاجرين، وامتدح غورو منظر دمشق ثم نظر إلى القاعة وتحدث مع الوزراء بطريقة استفزازية قائلاً: "أهذا هو القصر الذي كان يسكنه الملك فيصل؟ صمت الجميع، فأجابه الخوري:
| فارس الخوري | نعم يا صاحب الفخامة. هذا هو القصر الذي سكنه الملك فيصل، وقد بناه والي عثماني اسمه ناظم باشا، ثم حل فيه جمال باشا، ثم الجنرال اللنبي...ثم فيصل، والآن تحلونه فخامتكم. وجميع الذين ذكرتهم أكلنا معهم في نفس هذه القاعة ولكنهم رحلوا...وبقي القصر وبقينا نحن. | فارس الخوري |

## مشروع عين الفيجة
استقالت حكومة الدروبي بعد مقتل رئيسها في 21 آب 1920. وفضّل فارس الخوري عدم المشاركة في الحكومة التي تلتها، ليعود إلى عمله في كلية الحقوق ولرئاسة نقابة المحامين التي تولاها في نفس العام. وقد صرف وقتاً وجهداً كبيراً خلال هذه الفترة لتأسيس مشروع عين الفيجة، مع صديقه في الحركة الوطنية لطفي الحفار. كان أهالي دمشق يعتمدون فقط على مياه نهر بردى للشرب، الملوَّثة في معظم الأحيان والمولِّدة لكثير من الأمراض والأوبئة، فقرر فارس الخوري ولطفي الحفار إنشاء شركة أهلية مساهمة تهدف إلى جر مياه نبع عين الفيجة إلى العاصمة السورية، والتي كانت من أنقى وأبرد مياه الينابيع في الشرق الأوسط. عرضوا الفكرة على غرفة تجارة دمشق فتبنتها على الفور، وتم تأسيس شركة مساهمة وطنية، كانت الأولى من نوعها بين القطاع العام والخاص، هدفها «نقل وتوزيع مياه نبع عين الفيجة على أهالي مدينة دمشق،» مقابل مبلغ من المال يدفعونه سنوياً عن كميات المياه التي يطلبون الاشتراك بها، شرط أن تكون مرتبطة بالملك، لا يجوز التنازل عنها أو بيعها إلا مع بيع العقار، ويتم تسجيل ملكية المياه في الصحيفة العقارية لجميع دور دمشق. شُكلت لجنة للحصول على الامتياز القانوني باسم «مدينة دمشق». تمت إضافة للحفار والخوري كلّ من رئيس غرفة تجارة دمشق عارف الحلبوني والنائب الأسبق في مجلس المبعوثان سامي باشا مردم بك ورئيس بلدية دمشق يحيى الصواف. وبعد حصولهم على الامتياز، بدأت الأعمال الإنشائية وتم تدشين المشروع بعد عشر سنوات من بداية الحُلم في 3 آب 1932. خطب فارس الخوري في الحفل قائلاً:
| فارس الخوري | أَجَلْ. إنَّ أمّتنا فقيرة بالمال ولكنّها غنيّة بالإيمان الوطني، ومتى كان للأمّة إيمانها فإنها تكون قادرة على صنع المعجزات. | فارس الخوري |

## دولة الاتحاد السورية
كانت فرنسا ومنذ عام 1920 قد قسمت البلاد السورية إلى دويلات، منها دولة دمشق ودولة حلب ودولة جبل الدروز ودولة جبل العلويين. بعد ثلاث سنوات عدلت سلطة الانتداب هذه التجربة وأنشأت دولة الاتحاد السوري، التي جمعت بين دولتي دمشق وحلب مع دولة جبل العلويين. ذهبت رئاسة الاتحاد لوجيه من مدينة أنطاكيا، هو صبحي بركات، وفي حزيران 1923، أُجريت انتخابات لمجالس الاتحاد وطُلب من الدويلات الثلاث انتخاب من يمثلها في ثلاث برلمانات محلية، مع تحديد نائبٍ واحدٍ لكل ألف مواطن. وعينت حكومة مُصغرة لإدارة شؤون الاتحاد، مؤلفة من فارس الخوري ومحمد علي العابد، السفير الأسبق للدولة العثمانية في الولايات المتحدة، وعطا الأيوبي، وزير الداخلية الأسبق في عهد الملك فيصل الأول.

## تأسيس حزب الشعب
وفي 5 حزيران 1925، تعاون فارس الخوري مع صديقه الدكتور عبد الرحمن الشهبندر، وزير الخارجية الأسبق في عهد فيصل وخريج الجامعة الأميركية في بيروت، على تأسيس أول حزب سياسي في حكم الانتداب، الذي أطلق عليه اسم «حزب الشعب.». طالب قادة الحزب بتوحيد الأراضي السورية وتأسيس نظام ملكي دستوري في سوريا يكون العرش فيه إما للملك فيصل أو لأحد أشقائه. شارك فارس الخوري بكتابة أهداف الحزب، الذي ضمّ نخبة من الشخصيات الوطنية في صفوفه الأمامية، مثل المحامي فوزي الغزي ولطفي الحفار وجميل مردم بك. وقد انتخب الشهبندر رئيساً للحزب وفارس الخوري نائباً للرئيس.

## وزيراً في زمن الثورة السورية الكبرى
ولكن الحزب لم يستمر طويلاً، وقد تم حلّه بعد أشهر قليلة بسبب دعم قادته للثورة السورية الكبرى التي انطلقت من جبل الدروز عام 1925، بقيادة سلطان باشا الأطرش. هَرب الشهبندر إلى جبل الدروز، للمشاركة في الأعمال القتالية ضد الفرنسيين، وأُلقي القبض على فارس الخوري يوم 26 آب 1925 بتهمة العمل مع ثوار غوطة دمشق. نُقل الخوري إلى جزيرة أرواد، حيث بقي سجيناً لمدة 76 يوم، قبل إطلاق سراحه. ووقع الاختيار عليه ليكون وزيراً للمعارف في حكومة الداماد أحمد نامي يوم 26 نيسان 1926، التي هدفت لإرضاء أوسع شريحة من السوريين، وضمت عدداً من الوطنيين الكبار، منهم لطفي الحفار، الذي بات وزيراً للتجارة، وحسني البرازي، الذي أصبح وزيراً للداخلية. وافق الخوري ورفاقه على المشاركة شرط أن توقف فرنسا حملتها العسكرية في غوطة دمشق وتُصدر عفو عام عن كافة المعتقلين والمبعدين لأسباب سياسية، وتعيد الحياة النيابية للبلاد، مع دستور جديد ووعد بانضمام سوريا إلى عصبة الأمم. ولكن هذه الوعود لم تُنفذ وقامت فرنسا باعتقال الوزراء الوطنيين الثلاث بتهمة التخابر السري مع قادة الثورة، وأمرت بنفيهم إلى مدينة الحسكة ومن ثمَّ إلى لبنان، حيث ظلّوا قيد الإقامة الجبرية حتى عام 1928.

## الخوري والكتلة الوطنية
فور خروجه من المعتقل انضم فارس الخوري إلى صفوف الكتلة الوطنية التي كان قد أسسها صديقه الرئيس هاشم الأتاسي عام 1927. سعت الكتلة إلى توحيد صفوف الحركة الوطنية ومحاربة الاستعمار الفرنسي عبر الطرق السياسية السلمية والقانونية لا العسكرية، آخذةً بعين الاعتبار أن الثورة السورية الكبرى قد فشلت في تحقيق أي من أهدافها. عُقد مؤتمر عام للكتلة الوطنية في مدينة حمص وسط البلاد، انتخب فيه الأتاسي رئيساً وفارس الخوري «عميداً» للكتلة. ولكن الخوري مُنِعَ من المشاركة في الانتخابات المخصصة للجنة الدستورية، لأنه من أقلية مسيحية صغيرة جداً لا تستوفي شروط التمثيل في الهيئات الوطنية المنتخبة، وبذلك، تم استبعاده من صياغة دستور عام 1928.

## الخوري ومعمل الإسمنت
ومن أكبر مسهامات فارس الخوري في الكتلة الوطنية كان تأسيس مصنع الإسمنت في منطقة دمر، لإيجاد مصادر دخل إضافية لنشاطاتها، مثل دعم عائلات الشهداء وتدريس أولادهم. أصر الخوري على أن تتمتع الكتلة الوطنية بالاكتفاء الذاتي، وطلب من أعضائها شراء أسهم في معمل الإسمنت، تكون نصف عائداتها لتمويل مشاريع الكتلة. حُدد رأس مال معمل الإسمنت بقيمة 144 ألف ليرة عثمانية ذهبية، تم توزيعها على أربعة وعشرون ألف مساهم، كانت حصة الأسد منها لأعضاء الكتلة، وستة آلاف يتيم تم تمليكهم أسهم في المعمل. بدأ إنتاج المعمل بعد ثلاث سنوات من تدشينه وخلال عام واحد فقط وصل إنتاجه إلى ثلاثين ألف طن من الإسمنت. مع نهاية عام 1936 ارتفع الإنتاج إلى خمسة وستين ألف طن وصار معمل الإسمنت يلبي %60 من حاجة السوق المحلية. وصل سعر الإسمنت الدمشقي إلى ليرتين ذهبيتين للطن الواحد، فصار أرخص من الإسمنت المستورد الذي كان سعره العالمي مثبت بأربع ليرات ذهبية.

## الإضراب الستيني
وفي عام 1935، شاركت الكتلة الوطنية في تشييع إبراهيم هنانو، قائد ثورة الشمال ضد الفرنسيين، وفي جنازته حصلت مواجهات دامية بين شباب الكتلة وقوى الأمن، أدت إلى اعتقال العشرات منهم. وفي مطاع العام 1936، ألقي القبض على نائب دمشق فخري البارودي بتهمة التحريض ضد الفرنسيين، ووضع كل من شكري القوتلي ونسيب البكري قيد الإقامة الجبرية ونفي جميل مردم بك إلى أقصى الحدود السورية التركية. وأخيراً قامت فرنسا بطرد فارس الخوري عن عمادة كلية الحقوق في جامعة دمشق، لفصله عن جمهوره الواسع من الطلاب. أدت هذه الاعتقالات إلى إضراب عام في كافة المدن السورية، دام ستين يوماً، لعب فيه فارس الخوري دوراً محورياً في قيادة الشارع المنتفض ضد فرنسا. وقد أجبر الإضراب الستيني حكومة فرنسا على تعديل سياستها في سوريا، حيث أطلقت سراح المعتقلين مقابل إنهاء الإضراب ودعوة وفد من الكتلة الوطنية إلى باريس للتفاوض على مستقبل سوريا.

## معاهدة عام 1936
في آذار 1936 سافر وفد رفيع من قادة الكتلة الوطنية إلى فرنسا، برئاسة هاشم الأتاسي وعضوية كلّ من فارس الخوري وسعد الله الجابري وجميل مردم بك. أدار هؤلاء ملف المفاوضات مع حكومة الرئيس ليون بلوم وتوصلوا إلى معاهدة تاريخية في شهر أيلول، تعطي السوريين حقهم بالاستقلال التدريجي على مدى خمسة وعشرين سنة. وسمح لسوريا بأن يكون لها جيش وطني شرط أن تتكفّل فرنسا بتدريبه وتسليحه، وأُعطيت قاعدتان عسكريتان دائمتان في الساحل السوري للقوات الفرنسية، إضافةً إلى المرافئ وتسهيلات شحن وعبور للبضائع والصادرات الفرنسية. كذلك وافقت فرنسا على إعادة ضم الدولتين العلويّة والدرزيّة إلى الوطن الأم، ووافق الطرفان على اتفاقية دفاع مشترك، تُعطي الجيش الفرنسي حق الانتفاع من البر والجو والبحر في حال نشوب حرب جديدة في أوروبا. قد وصف فارس الخوري معاهدة عام 1936 بأنها «معجزة القرن العشرين.»

## الوصول إلى الحكم
عاد وفد الكتلة إلى دمشق واستقبل استقبالاً حافلاً، وعلى الفور قدم رئيس الجمهورية محمد علي العابد استقالته من منصبه، فاتحاً الباب أمام إجراء انتخابات برلمانية ورئاسية مبكرة. شاركت الكتلة الوطنية في هذه الانتخابات التي أوصلت هاشم الأتاسي إلى رئاسة الجمهورية وفارس الخوري إلى رئاسة البرلمان، ليكون أول مسيحي يعتلي سدة السلطة التشريعية في سوريا. وشُكلت حكومة وطنية برئاسة جميل مردم بك، هدفت إلى تطبيق المعاهدة السورية الفرنسية 1936 التي وافق المجلس النيابي السوري عليها بالإجماع، ولكن البرلمان الفرنسي رفض التصديق عليها مراراً، خوفاً من خسارة نفوذ فرنسا في الشرق الأوسط. كما شنت حملة عنيقة ضد المعاهدة، قادها الدكتور عبد الرحمن الشهبندر العائد من منفاة الطويل في مصر، الذي اعتبر أن فيها الكثير من التنازلات المؤلمة وغير المبررة. وتعرض العهد الوطني إلى عدة ضربات قاسية، كان أبرزها سلخ منطقة لواء إسكندرون عن سوريا وإعطاؤها للجمهورية التركية، بالرغم من معارضة الرؤساء الثلاث الأتاسي ومردم بك والخوري. وبالرغم من كل التنازلات التي قدمتها الحكومة السورية لتمرير المعاهدة في باريس، إلا أنَّها بقيت حبراً على ورق، مما أجبر الرئيس جميل مردم بك على الاستقالة في نهاية شهر شباط 1939، قبل أربعة أشهر فقط من استقالة الرئيس هاشم الأتاسي وفارس الخوري في منتصف ذلك الصيف، معلنين فشلهما في تحقيق الأماني الوطنية.   

## العودة إلى الحكم
عادت الكتلة الوطنية إلى الحكم صيف عام 1943، بعد فوز شكري القوتلي برئاسة الجمهورية، وانتخب فارس الخوري رئيساً للبرلمان الجديد، وكُلِّف سعد الله الجابري بتشكيل حكومة وطنية، هدفها الإشراف على مفاوضات الجلاء مع الفرنسيين. كان موقف الخوري في الحرب العالمية الثانية متطابقاً مع موقف الحلفاء، حيث أنّه حذر من تصاعد الحكم العسكري في أوروبا، قائلاً أن سيكون له تداعيات وخيمة على العالم كله، في حال سمح له أن يزدهر ويستمر. تناوب فارس الخوري مع سعد الله الجابري على رئاسة الوزراء والمجلس النيابي طوال سنوات حكم الرئيس شكري القوتلي، وانتخب رئيساً للبرلمان يوم 19 آب 1943 وظلّ في منصبه حتى تعينه رئيساً للحكومة في 14 تشرين الأول 1945. شكّل حكومة مُصغرة مؤلفة من أربع وزراء، تسلّم فيها حقيبتي المعارف والداخلية بنفسه، إضافة طبعاً لرئاسة الحكومة، وجاء بزميله من الكتلة الوطنية جميل مردم بك وزيراً للخارجية والدفاع والاقتصاد. كما تعاون من رئيس مكتب الكتلة في حلب عبد الرحمن الكيالي وعيّنه وزيراً للعدل والأشغال العامة، وأخيراً قام بتكليف خالد العظم بحقيبتي المالية والتموين، وهو طالب سابق من طلاب الخوري، كان قد اختاره لإدارة معمل الإسمنت قبل سنوات. وفي 7 نيسان 1945، قام الخوري بحل الحكومة وتأليف وزارة ثانية، ذهبت فيها حقيبتي الخارجية والدفاع لجميل مردم بك، ليتمكن من مفاوضة الفرنسيين على تسلم المصالح المشتركة، وعُيّن المحامي صبري العسلي وزيراً للداخلية وهو من أقرب المقربين من رئيس الجمهورية. كما طلب الخوري من المهندس الشاب أحمد الشرباتي، خريج جامعة معهد ماساتشوستس للتكنولوجيا الأميركية العريقة، تولي حقيبتي المعارف والاقتصاد، ومن المحامي نعيم أنطاكي تسلّم حقيبة المالية. وفور تشكيل الحكومة، توجه فارس الخوري إلى مدينة نيويورك الأميركية للمشاركة في تأسيس منظمة الأمم المتحدة، التي كانت سوريا قد دُعيت اليها بعد إعلانها الحرب على دول المحور في شباط 1945.

## الخوري في الأمم المتحدة
ترأس فارس الخوري وفد بلاده الدائم والمؤسس في الأمم المتحدة، الذي ضمّ نخبة من الشخصيات السورية، جميعهم من خريجي الجامعة الأميركية في بيروت مثل السفير السوري في واشنطن ناظم القدسي والسفير فريد زين الدين والبروفيسور قسطنطين زريق، الذي صار بعد فترة وجيزة رئيساً لجامعة دمشق. وقد لَعب الخوري دوراً محورياً في رفع صوت سوريا في المحافل الدولية، مطالباً باستقلال كامل وغير مشروط من دون أي معاهدة مع فرنسا. وعند تحقيق تلك الغاية وجلاء الفرنسيين عن سوريا في 17 نيسان 1946، وضع كامل ثقله خلف القضية الفلسطينية، بالتعاون مع مندوب لبنان شارل مالك ومندوب السعودية الأمير فيصل بن عبد العزيز. عارضوا قرار تقسيم فلسطين عند صدوره عام 1947، وطلب فارس الخوري من جميع السفراء العرب مغادرة القاعة احتجاجاً. وخلال وجود الخوري في الأمم المتحدة، انتخبت سوريا عضواً غير دائم في مجلس الأمن، وترأس هو جلسات الأمم المتحدة في 31 كانون الأول 1946. بقي فارس الخوري في الولايات المتحدة طوال حرب فلسطين وعاد إلى سوريا بعد انتهاء دورة بلاده في مجلس الأمن في 13 كانون الثاني 1949. خرجت وفود شعبية ورسمية في استقباله يوم وصوله إلى مطار المزة، وكان في مقدمتهم رئيس الجمهورية شكري القوتلي. وبعد ثلاثة أيام عاد الخوري لممارسة عمله في المجلس النيابي الذي كان قد أعيد انتخابه رئيساً له، بالرغم من غيابه الطويل، في 27 أيلول 1947.

## الخوري وحسني الزعيم
وقع انقلاب عسكري في دمشق يوم 29 آذار 1949، بقيادة الزعيم حسني الزعيم، أدى إلى اعتقال الرئيس شكري القوتلي ورئيس وزرائه خالد العظم. قام مهندس الانقلاب بحلّ جميع الأحزاب وفي 1 نيسان 1949، أغلق أبواب المجلس النيابي الذي كان فارس الخوري رئيساً له. عقد نواب سوريا جلسة استثنائية في منزل الخوري، بعد منعهم من دخول المجلس، للتباحث في كيفية التعامل مع الحاكم العسكري الجديد، وكان موقف فارس الخوري واضحاً:
| فارس الخوري | لقد اندلعت النيران في البيت، إنّ الواجب والعقل والضمير يفرض علينا أن نتعاون لإجماد النيران أو حصرها قبل أن يشتد لهيبها فتأتي على الأخضر واليابس. | فارس الخوري |

وقد زاره الصحفي اللبناني غسان تويني صاحب جريدة النهار، وقال: «هذا انقلاب والوضع غير شرعي»، فقال له الخوري: «صحيح ولكن الانقلاب نجح!» أصرَّ تويني قائلاً: ولكنه غير شرعي فكرر الخوري كلامه: «لكنه نجح! اسأل أباك ما معنى أن ينجح انقلاب!» وقد ذهب فارس الخوري إلى مستشفى يوسف العظمة العسكري في منطقة المزة، حيث كان الرئيس القوتلي قيد الاعتقال، وقام بوساطة لإقناعه بتقديم استقالته تفادياً لتفاقم الأزمة الدستورية. وعندما عرض عليه حسني الزعيم تولي الحكم في عهده، أجابه فارس الخوري: «أنا لا أعمل مع العسكر. سامحك الله، لقد فتحت باباً على سوريا من الصعب على التاريخ أن يرده!» 

## رئيساً للوزراء عام 1954
غاب فارس الخوري عن أي منصب داخل سوريا طوال سنوات حكم العسكر، التي بدأت مع حسني الزعيم سنة 1949 وانتهت مع أديب الشيشكلي عام 1954. وكانت حجته للابتعاد عن مسرح الأحداث انشغاله في جلسات الأمم المتحدة وفي عضوية لجنة القانون الدولي وفي الجمعية الحقوقية الأميركية التي كان قد انتخب عضواً فيها سنة 1947. وفي 1 آذار 1954، عاد الرئيس هاشم الأتاسي إلى الحكم، بعد زوال عهد الشيشكلي، وأعيد العمل بالدستور وبالحياة البرلمانية. طَلب الرئيس الأتاسي من فارس الخوري  تشكيل حكومة وطنية، خلفاً لرئيس الوزراء المستقل سعيد الغزي. رفض حزب البعث العربي الإشتراكي الدخول في حكومة الخوري كما رفضت كتلة المستقلين التي كان يتزعمها رئيس الوزراء الأسبق خالد العظم، مما أجبر الرئيس المُكلف على التعامل فقط مع قادة الحزب الشعب، المحسوبين على العراق، ومع رجالات الحزب الوطني، المحسوبين على الرئيس شكري القوتلي المقيم في مصر. فقد جاء بنائب حمص فيضي الأتاسي إلى وزارة الخارجية، وهو من قادة حزب الشعب، وبزميله في الحزب أحمد قنبر، الذي عُيّن وزيراً للداخلية. وقد حصل حزب الشعب أيضاً على حقائب الدفاع والعدل والمالية في حكومة الخوري، وذهبت وزارات الأشغال العامة والاقتصاد إلى الحزب الوطني، كما عُيّن المحامي المحسوب على الأسرة الهاشمية الدكتور منير العجلاني وزيراً للمعارف.
كانت سوريا يومها تعيش حالة استقطاب رهيب بين المعسكرين الغربي والشرقي في الحرب الباردة، حيث حاولَ كل طرف جذبها إلى صفه. وكان موضوع حلف بغداد قد طرح في الأروقة الدولية لمحاربة المد الشيوعي في الشرق الأوسط. رفض فارس الخوري الدخول في هذا الحلف، بالرغم من قُربه من الأسرة الملكية الحاكمة في بغداد، رافعاً بحياد سوريا في هذا النزاعات الدولية. وفي 22 كانون الثاني 1955، توجه الرئيس الخوري إلى مصر لحضور مؤتمر رؤساء الوزراء العرب الذي دعا اليه الرئيس جمال عبد الناصر. كان عبد الناصر يقود حملة كبيرة ضد حلف بغداد ورئيس وزراء العراق نوري السعيد، وطلب من فارس الخوري إدانة الحلف بشكل واضح وصريح. رفض الخوري الإملائات المصرية على سوريا، وظلّ متمسكاً بحياد حكومته، قائلاً إنها لن تدخل في أي حلف، لا مع الشرق أو مع الغرب. شنّ حزب البعث حملة عنيفة على فارس الخوري معتبراً أن موقفه كان داعماً لنوري السعيد، وخرجت مظاهرات عارمة أمام البرلمان السوري، قادها حزب البعث، مطالبة باستقالة الحكومة. فما كان أمام الرئيس الخوري إلّا الاستقالة في يوم 7 شباط 1955.

## فارس الخوري وعبد الناصر
لم يعارض فارس الخوري الوحدة السورية المصرية عند قيامها في شباط 1958، ولكنه قال لحفيدته الأديبة كوليت خوري: «الوحدة لا تُسلق. ولكن هؤلاء سلقوها!» وكان ذلك في إشارة إلى الطريقة السريعة التي قامت بها الوحدة على يد مجموعة من الضباط الذين توجهوا إلى مصر للمطالبة بها، من دون أي قيد أو شرط أو حتى دراسة تحفظ للجمهورية السورية بعض من كيانها. وعندما وقع انقلاب الانفصال يوم 28 أيلول 1961، بقيادة المقدم عبد الكريم النحلاوي، سارع فارس الخوري لتأييده عبر بيان نشرته الصحف الدمشقية يوم 6 تشرين الأول 1961. كان فارس الخوري يومها نزيلاً في مستشفى السادات مقابل قصر الضيافة، وقال في كلمته: «وأنا هنا على فراش في هذا المستشفى وقد هممت أكثر من مرة بأن أنهض للرد عليه (أي عبد الناصر)، قمت من الفراش لأخطب ولكن أحد المصريين وقد كان في المشفى طلب إلي أن أصرف النظر عن ذلك، وكان جاداً في كلامه وكنت جاداً في تنفيذ هذه الرغبة. فقلت له: ألست حراً في أن أخطب؟ لن يستطيع أحد أن يمنعني من ذلك!» فقال: أنا هنا للمراقبة وأمنعك من الإتيان بأي حركة لإلقاء خطاب. «فهل رأيتم مثل هذا الحال؟ يقف موظف نكرة ليمنع فارس الخوري من الكلام والتعبير عن رأيه، فأين هي الحرية وهل بلغت الأمور حداً أن تسكتوا شخصاً مثلي؟» 
وبعدها بأيام استقبل فارس الخوري الصحفي البريطاني باتريك سيل في داره، الذي كان يحضر لكتابه الأول «الصراع على سورية» وقال له: «لقد حصلت الوحدة في لحظة طائشة. بالرغم من أنني لم أوافق على الطريقة التي تمت بها، ولكني لم أعارضها لأنني ظننت أنها الطريقة الوحيدة المتاحة يومها للتخلص من التمادي الشيوعي في سورية.»

## الوفاة
توفي فارس الخوري في الأشهر الأولى من عهد الانفصال، يوم 2 كانون الثاني 1962، وكان في سدة الحكم يومها ثلاثة من طلابه القدامى، هم ناظم القدسي رئيس الجمهورية ومأمون الكزبري رئيس الوزراء ومعروف الدواليبي رئيساً للمجلس النيابي، إضافة لابنه الوحيد سهيل فارس الخوري الذي كان وزيراً للشؤون البلدية والقروية. قرر الرئيس ناظم القدسي كسر قواعد البوتوكول وإجراء جنازة رئاسية لفارس الخوري، خرج فيها نعشه المجلل بالعلم السوري على عربة مدفع وتقدم المشيعين الرئيس القدسي والرئيس الأسبق شكري القوتلي.

## أوراق ومذكرات فارس الخوري
بعد أيام من وفاته، نشرت حلقات من مذكرات فارس الخوري في مجلة المضحك المبكي التي قدمه لها رئيس التحرير حبيب كحّالة قائلاً: «إذا كانت قيمة المذكرات السياسية تقاس بقيمة أصحابها فإن مذكرات المغفور له أستاذنا الكبير فارس الخوري  تعد أثمن مذكرات في البلاد العربية.» يذكر أن شقيقة حبيب كحّالة كانت متزوجة من سهيل الخوري، نجل فارس الخوري. وبعد سنوات طويلة قامت حفيدته الأديبة كوليت خوري بجمع أوراقه ومذكراته في كتاب صدر الجزء الأول منه سنة 1989 والثاني عام 1997 والثالث عام 2015.

## تكريم فارس الخوري
أُطلق اسم فارس الخوري على شارع كبير وسط مدينة دمشق وصدرت عنه عدة أبحاث ودراسات، أشهرها كتاب «فارس الخوري: حياته وعصره» للقس حنا خباز (وهو صديق الخوري منذ أيام الدراسة) والدكتور جورج حداد، أستاذ التاريخ في جامعة دمشق. صدر الكتاب سنة 1952 وأُعيدت طباعته في عام 2014. أما الكتاب الثاني «فارس الخوري وأيام لا تنسى» فقد صدر في بيروت عام 1965 وهو من تأليف الصحفي محمد الفرحاني، الذي رافق فارس الخوري في سنواته الأخيرة.